# Tiškovac Lički
Tiškovac Lički falu Horvátországban Zára megyében. Közigazgatásilag Gračachoz tartozik.

## Fekvése
Zárától légvonalban 79, közúton 116 km-re északkeletre, községközpontjától légvonalban 27, közúton 52 km-re keletre, Lika déli részén, a Poštak-hegy alatt, a bosnyák határ mellett fekszik. A legközelebbi település Gornji Tiškovac délkeletre, a bosnyák oldalon található. Északi irányban Kaldrmával út köti össze és a vasútvonal is áthalad a településen, melynek vasúti megállóhelye is van a falutól északra.

## Története
A török kiűzése (1685) után pravoszlávokkal betelepített likai falvak közé tartozik. A településnek 1857-ben 242, 1910-ben 399 lakosa volt. Az első világháború után előbb a Szerb-Horvát-Szlovén Királyság, majd Jugoszlávia része lett. 1945 után eredetileg a Bosznia-Hercegovina Szövetségi Köztársaság része volt, 1953. március 30-án (Drenovaccal együtt) határmódosítással csatolták át Horvátországhoz. 1991-ben csaknem teljes lakossága szerb nemzetiségű volt. Lakói még ez évben csatlakoztak a Krajinai Szerb Köztársasághoz. A horvát hadsereg 1995 augusztusában a Vihar hadművelet során foglalta vissza a települést. Szerb lakói elmenekültek. A településnek 2011-ben 15 lakosa volt.

## Lakosság
| Lakosság változása | Lakosság változása | Lakosság változása | Lakosság változása | Lakosság változása | Lakosság változása | Lakosság változása | Lakosság változása | Lakosság változása | Lakosság változása | Lakosság változása | Lakosság változása | Lakosság változása | Lakosság változása | Lakosság változása | Lakosság változása |
| ------------------ | ------------------ | ------------------ | ------------------ | ------------------ | ------------------ | ------------------ | ------------------ | ------------------ | ------------------ | ------------------ | ------------------ | ------------------ | ------------------ | ------------------ | ------------------ |
| 1857               | 1869               | 1880               | 1890               | 1900               | 1910               | 1921               | 1931               | 1948               | 1953               | 1961               | 1971               | 1981               | 1991               | 2001               | 2011               |
| 242                | 320                | 266                | 347                | 365                | 399                | 422                | 449                | 561                | 328                | 266                | 212                | 149                | 114                | 17                 | 15                 |

## Nevezetességei
- Pravoszláv kápolnája.
- A falutól nyugatra a hegyek között festői környezetben található a Babića jezero nevű kerek, kék színű kis hegyi tó.